# Контагіозність
Контагіо́зність (заразливість) — виділення збудника з організму хворого чи носія і його поширення через довкілля та проникнення у сприйнятливий організм. Це характерна ознака інфекційних хвороб. Організм хворого може стати джерелом збудників для здорових осіб безпосередньо або через інші організми. Ця властивість сприяє епідемічному поширенню інфекційних хвороб. Заразливість безпосередньо залежить від особливостей збудника та механізму передачі інфекції. Однак не всі збудники інфекційних хвороб можуть передаватися від хворої людини до здорової, певна кількість їх на таке не здатні, зокрема, при бешисі, правцеві, ботулізмі тощо.

## Історичний зміст
Спочатку цей термін стосувався «контактності» або зараження (похідне від «контакт») або хвороби, яка передається лише при прямому фізичному контакті. Станом на 2023 рік зміст терміна розширено, щоб охопити будь-яке заразне або інфекційне захворювання. Часто, це слово можна зрозуміти лише в контексті, де воно використовується, щоб підкреслити дуже заразні, такі що легко передаються або особливо тяжкі інфекційні захворювання.
У 1849 році Джон Сноу вперше припустив, що холера є заразною хворобою.

## Громадське здоров'я
Більшість епідемій спричинені інфекційними хворобами. Медична ізоляція хворих або медичний карантин для постраждалих зовсім не змінюють або майже не змінюють поширення неінфекційних хвороб. Таким чином, «інфекційна хвороба» іноді визначається на практиці, як хвороба, для якої ізоляція або карантин є корисними заходами охорони здоров'я.[джерело?]
Деякі місця краще підходять для дослідження патогенів завдяки зниженому ризику передачі через віддалену чи ізольовану місцевість.
Від'ємний тиск у приміщенні — це техніка в медичних установах, яка базується на аеробіологічних моделях.

### Види
Залежно від контагіозності інфекційні захворювання розділяють на:
- Неконтагіозні (як от псевдотуберкульоз, ботулізм, правець).
- Малоконтагіозні (орнітоз, бруцельоз, малярія).
- Контагіозні (шигельоз, черевний тиф, інфекційний мононуклеоз).
- Висококонтагіозні (холера, кір, коронавірусна хвороба 2019)

Інфекційних хворих залежно від їх епідеміологічної небезпеки поділяють на дві групи:
- перша група — хворі з неконтагіозними або малоконтагіозними інфекціями (наприклад: бруцельоз, туляремія,  ботулізм, деякі геморагічні гарячки тощо);
- друга група — хворі з контагіозними та висококонтагіозними інфекціями (наприклад: чума, сибірка, холера, гепатит A тощо).

### Індекс контагіозності
Індекс контагіозності (або індекс сприятливості) — один із статистичних показників інфекційної захворюваності. Визначається співвідношенням хворих до 100 контактних, які раніше не мали цього інфекційного захворювання.